# Айдарово (Псковська область)
Айдарово (рос. Айдарово) — присілок в Локнянському районі Псковської області Російської Федерації.
Населення становить 22 особи. Входить до складу муніципального утворення Самолуковская волость.

## Історія
Від 2015 року входить до складу муніципального утворення Самолуковская волость.

## Населення
| 2001 | 2002 | 2010 |
| ---- | ---- | ---- |
| 31   | ↘26  | ↘22  |